# Municipio di Kladno
Il municipio di Kladno (in ceco Radnice v Kladně) si trova al centro della città di Kladno nel Distretto di Kladno in Boemia Centrale, Repubblica Ceca. L'edificio si trova sulla piazza Starosty Pavla, è stato costruito verso la fine del XIX secolo ed è considerato monumento culturale nazionale.

## Storia

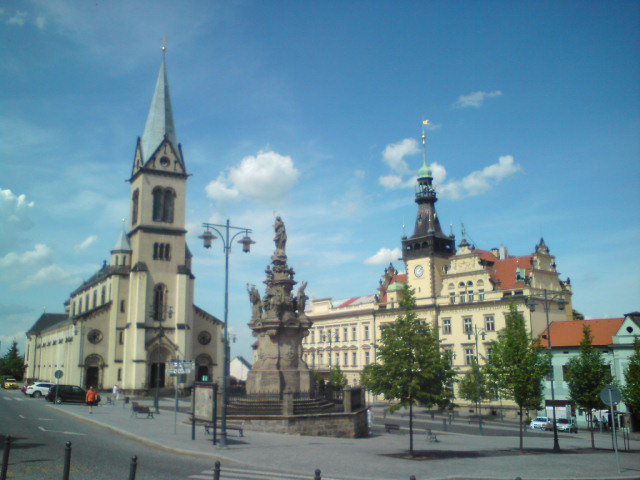
Municipio nella piazza Starosty Pavla di Kladno sulla quale si affaccia anche la Chiesa dell'Assunzione della Vergine Maria

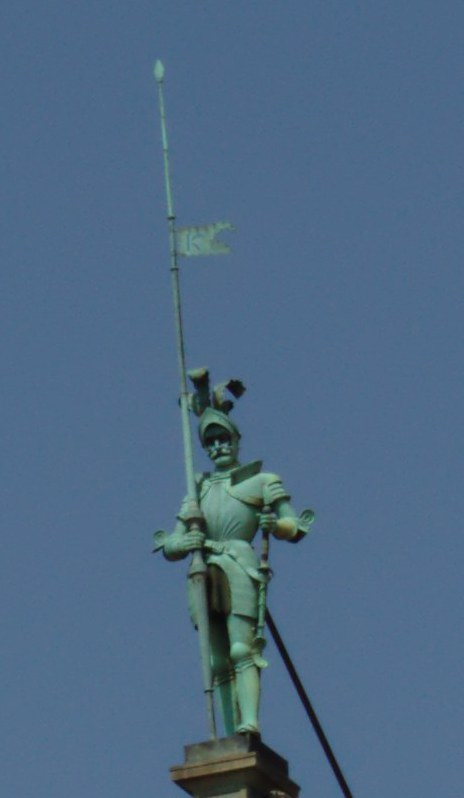
Statua del cavaliere, opera di Antonín Popp posta sul frontone del municipio di Kladno

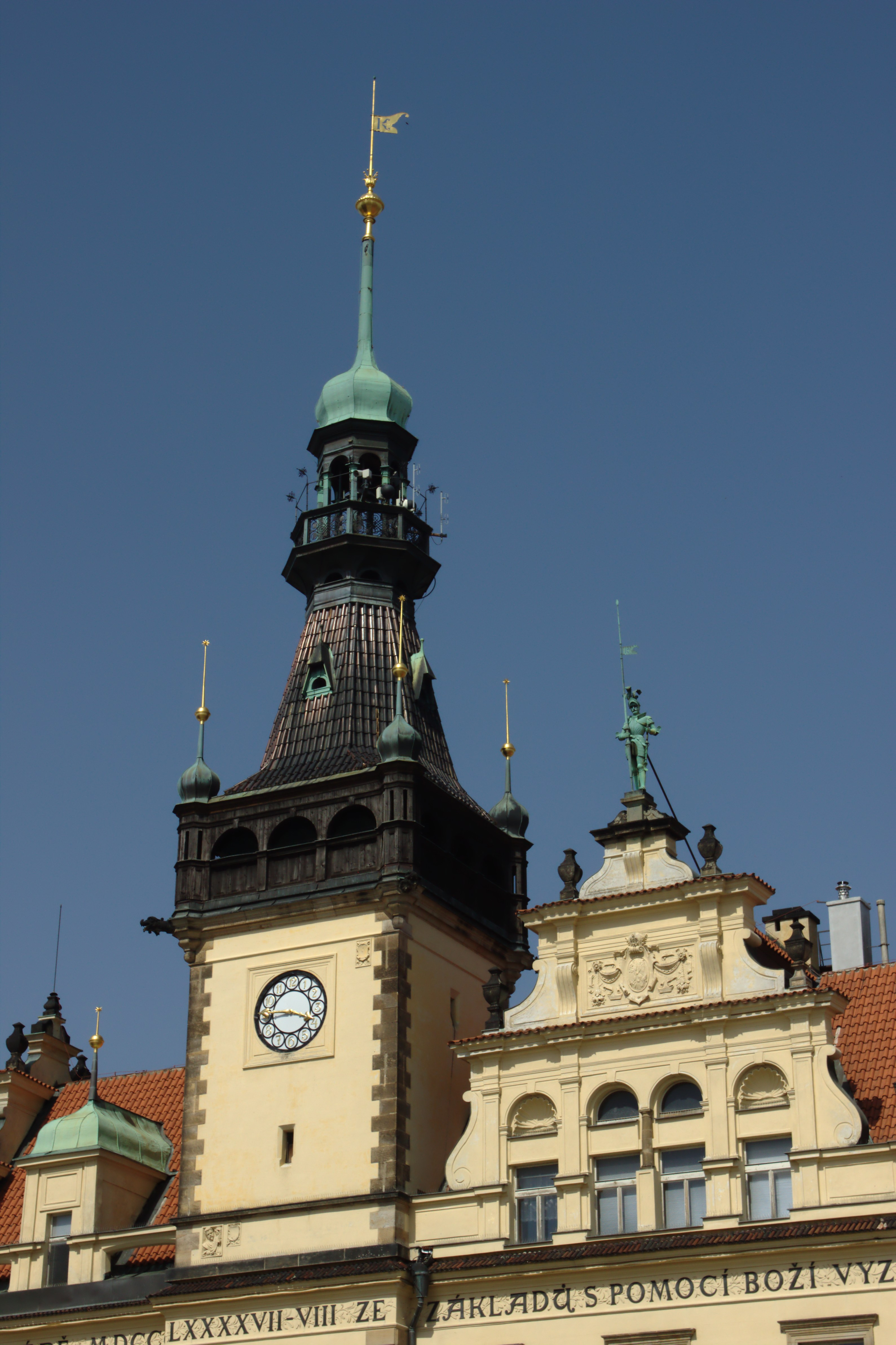
Torre con orologio e statua sul frontone della facciata

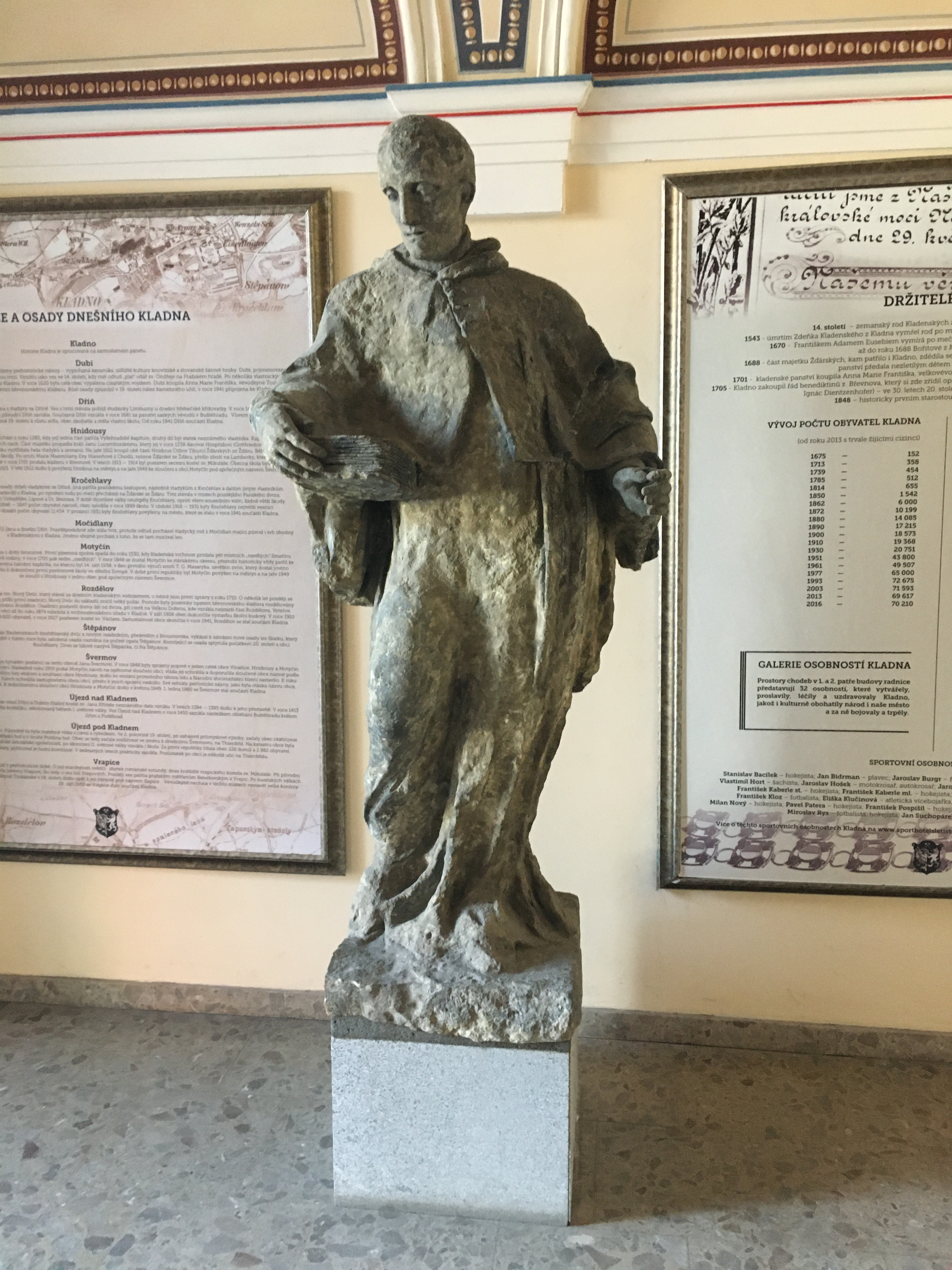
Interno del municipio

La costruzione del municipio neorinascimentale è stata realizzata tra il 1897 e il 1898 secondo il progetto dell'architetto Jan Vejrych. La sede municipale precedente negli anni dal 1561 al 1843 era in un edificio non lontano che poi è stato utilizzato come Archivio Circondariale di Stato. Sul sito del municipio recente sorgeva un edificio ad un piano con una torretta sopra la facciata nel quale si riunirono i consiglieri fino al 1877, quando poi l'edificio passò di proprietà della Civica Cassa di Risparmio. 
L'architetto Jan Vejrych lavorò su incarico del costruttore e futuro sindaco Josef Hrabět. Dal 1992 l'edificio del municipio è collegato ad un vicino ex albergo, costruito nel 1888. Su questo edificio si trova una targa commemorativa in bronzo che ricorda Matěj Bach, organista che visse a Kladno dal 1603 al 1607. Oggi l'intero complesso degli edifici del municipio è sede dell'ufficio comunale.

## Descrizione
L'edificio sede municipale si affaccia sulla piazza Starosty Pavla di Kladno del Distretto di Kladno nella Boemia Centrale, Repubblica Ceca. Posto a breve distanza dalla Chiesa dell'Assunzione della Vergine Maria. Il municipio è in stile neorinascimentale ed è caratterizzato dalla grande torre e dalla scultura in metallo di un cavaliere posta sul frontone di lato alla torre, opera di Antonín Popp. La facciata, che si alza su tre piani, è stata decorata dal pittore Adolf Liebscher, che ha curato anche la sala cerimoniale del municipio dipingendovi un'allegoria dell'estrazione mineraria e della metallurgia.  L'edificio è realizzato in mattoni e intonacato di colore ocra chiaro. La struttura è a tre ali con pianta frammentata a forma di lettera F. Il portale di accesso bugnato è sormontato da un arco semicircolare compresso. Le finestre del piano terra sono sormontate da un arco semicircolare mentre quelle dei piani superiori sono rettangolari. Il tetto è a due spioventi.

### Monumento culturale della Repubblica Ceca
La tutela dei monumenti della Repubblica Ceca considera il municipio di Kladno un monumento culturale nazionale col numero di catalogo 1000138571.